# Xã Montrose, Michigan
Xã Montrose (tiếng Anh: Montrose Township) là một xã thuộc quận Genesee, tiểu bang Michigan, Hoa Kỳ. Năm 2010, dân số của xã này là 6.224 người.